# Lothringer Straße (München)
Die Lothringer Straße ist eine Innerortsstraße im Stadtbezirk Au-Haidhausen (Nr. 5) von München.

## Verlauf
Die Straße beginnt am kreisförmigen Weißenburger Platz und führt nach Südosten zur Pariser Straße und weiter, nach Nordosten durch die Grünfläche der Postwiese begrenzt, zur Orleansstraße, wo sie endet.

## Geschichte
Die nahezu parallel zur Rosenheimer Straße verlaufende Straße ist nach 1870 entstanden.

## Verkehr
Auf der Straße verkehren keine öffentlichen Verkehrsmittel. Der Abschnitt zwischen dem Weißenburger Platz und dem Pariser Platz ist als Einbahnstraße nur in Richtung Südosten befahrbar, während der Abschnitt bis zur Orleansstraße verkehrsberuhigt ist. Am Orleansplatz besteht Anschluss an die U-Bahn und die S-Bahn, am Rosenheimer Platz an die S-Bahn.

## Namensgeber
Die Straße im nach 1870 geschaffenen Franzosenviertel (Ostbahnhofviertel, geschütztes Ensemble E-1-62-000-48) in Haidhausen ist nach der ehemaligen französischen Region Lothringen (seit 2016 Teil der Region Grand Est) benannt, von der nach dem Deutsch-Französischen Krieg 1870/71 ein Teil mit der Stadt Metz an das Deutsche Reich abgetreten wurde.

## Charakteristik
Die Straße mit gründerzeitlicher meist vierstöckiger Bebauung ist eine typische Vorstadtstraße des Franzosenviertels. Ihr Charakter hat sich durch die Gentrifizierung des Viertels ab den 1970er Jahren deutlich verändert. Zwischen der Pariser Straße und der Orleansstraße ist sie nur an der Südwestseite bebaut. Bekannt ist auch die Kunstfabrik Lothringer13 auf einem alten Fabrikgelände mit ihrer Ausstellungshalle und Lothringer13-Florida im Rückgebäude.

## Denkmalgeschützte Häuser
- Nr. 3: Mietshaus, viergeschossig, in spätklassizistischer Tradition, um 1870/80 (Denkmalliste D-1-62-000-4043)
- Nr. 4: Mietshaus, viergeschossig, in spätklassizistischer Tradition, um 1870/80 (Denkmalliste D-1-62-000-4044)
- Nr. 5: Mietshaus, viergeschossiger Neurenaissancebau mit Mansarddach, um 1880 (Denkmalliste D-1-62-000-4045)
- Nr. 6: Mietshaus, viergeschossig, in spätklassizistischer Tradition, um 1870/80 (Denkmalliste D-1-62-000-4046)
- Nr. 7: Mietshaus, viergeschossiger Neurenaissancebau mit Mansarddach, um 1880 (Denkmalliste D-1-62-000-4047)
- Nr. 9: Mietshaus, viergeschossiger Neurenaissancebau mit Mansarddach, von Lorenz Englberger, 1897 (Denkmalliste D-1-62-000-4048)
- Nr. 10: Mietshaus, viergeschossiger Neurenaissancebau mit Satteldach, Ende 19. Jahrhundert (Denkmalliste D-1-62-000-4049)
- Nr. 11: Mietshaus, viergeschossiger barockisierender Mansarddachbau mit Lisenengliederung und Zwerchgiebel, um 1890/1900 (Denkmalliste D-1-62-000-4050)
- Nr. 14: Mietshaus, viergeschossiger Neubarockbau mit Stuckdekor und Rustizierung, betonte Mittelachse mit Zwerchhaus, Ende 19. Jahrhundert (Denkmalliste D-1-62-000-4051)
- Nr. 15: Mietshaus, viergeschossiger Neubarockbau mit Mansarddach, reich gegliedert, um 1890 (Denkmalliste D-1-62-000-4052)
- Nr. 16: Mietshaus, fünfgeschossiger abgewalmter Neurenaissance Eckbau, Ende 19. Jahrhundert (Denkmalliste D-1-62-000-4053)
- Nr. 22: Mietshaus, viergeschossiger schlichter Neurenaissancebau mit Mansarddach, Ende 19. Jahrhundert (Denkmalliste D-1-62-000-4054)
- Nr. 24: Mietshaus, viergeschossiger Neubarockbau mit Satteldach und Zwerchhaus, von Johann Winkler, 1903 (Denkmalliste D-1-62-000-4055)
- Nr. 26: Mietshaus, viergeschossiger Satteldachbau mit polygonalem Erker und Zwerchhaus, im Kern um 1900 (Denkmalliste D-1-62-000-4056)
- Nr. 28: Mietshaus, viergeschossiger barockisierender Satteldachbau, mit Erker und Schweifgiebel, um 1900 (Denkmalliste D-1-62-000-4057)

Siehe auch die Liste der Baudenkmäler in Haidhausen

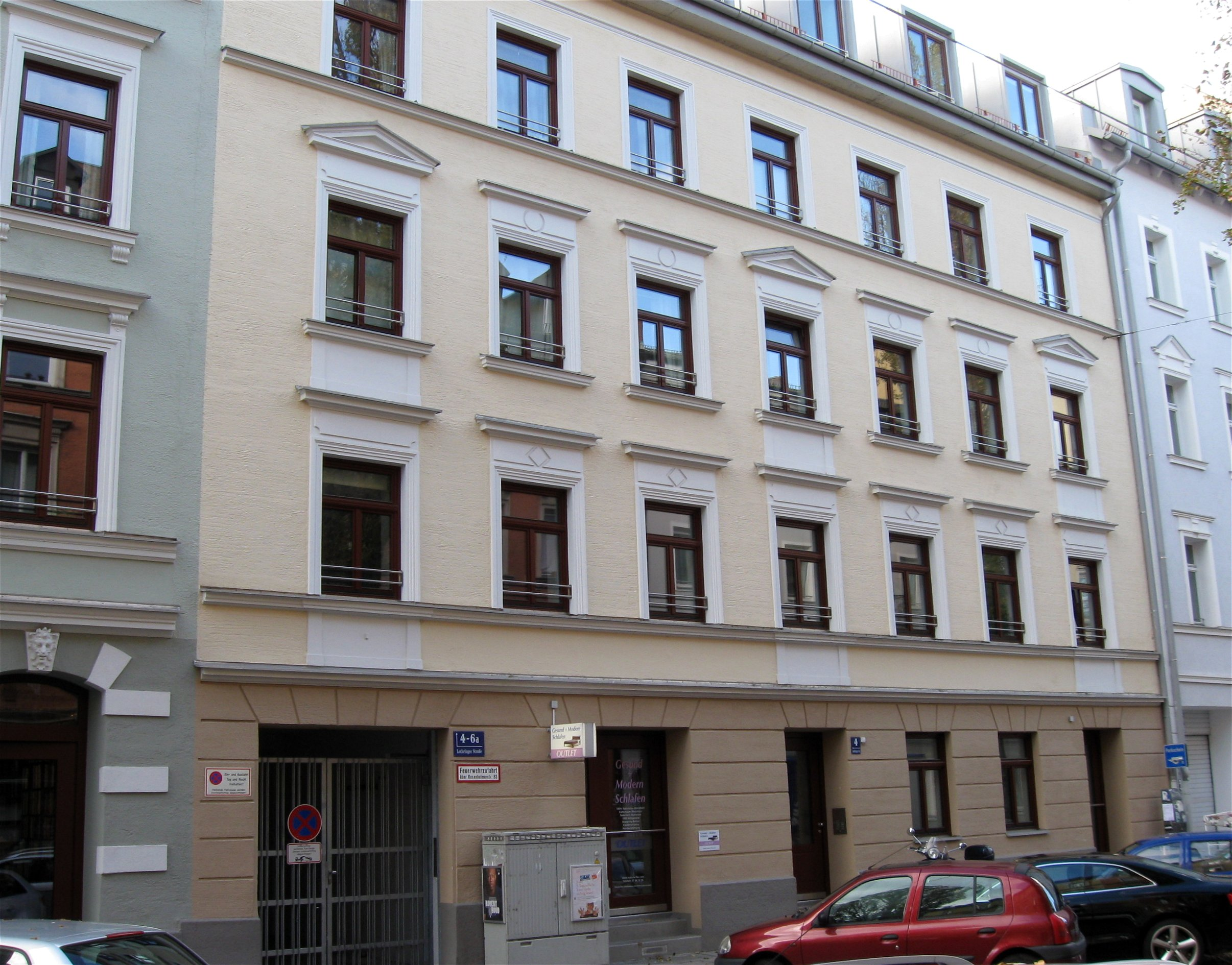
Lothringer Straße 4
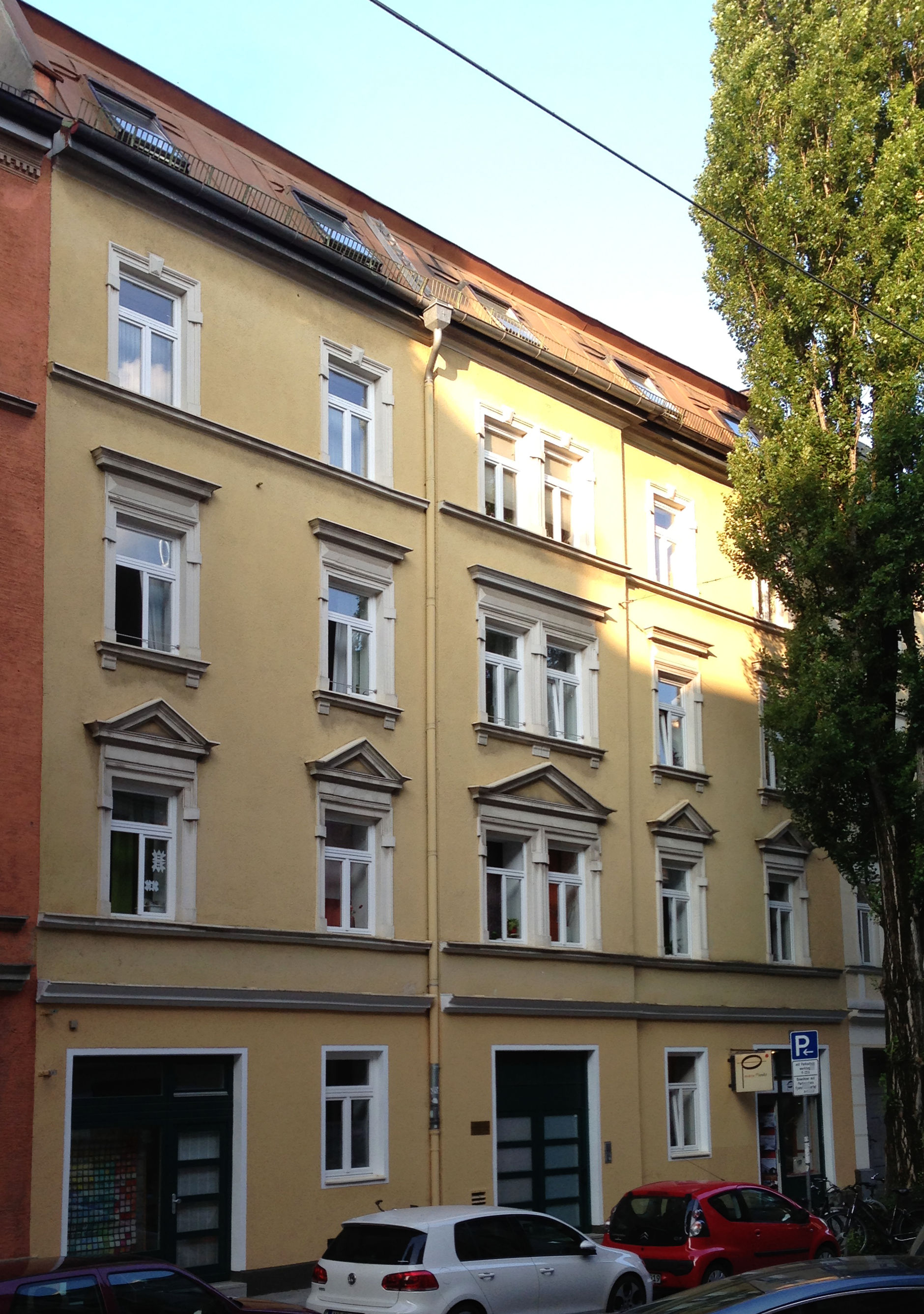
Lothringer Straße 5
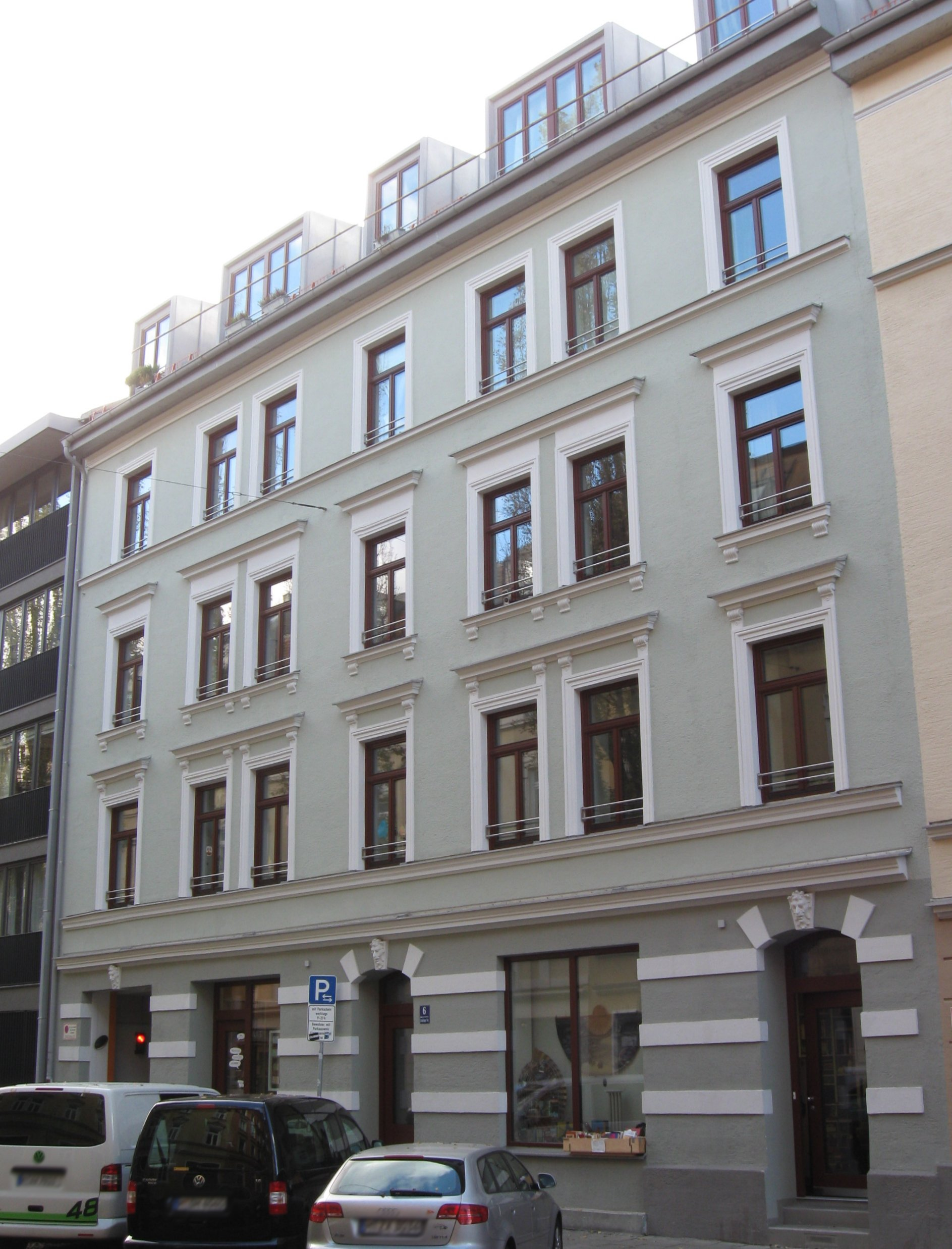
Lothringer Straße 6
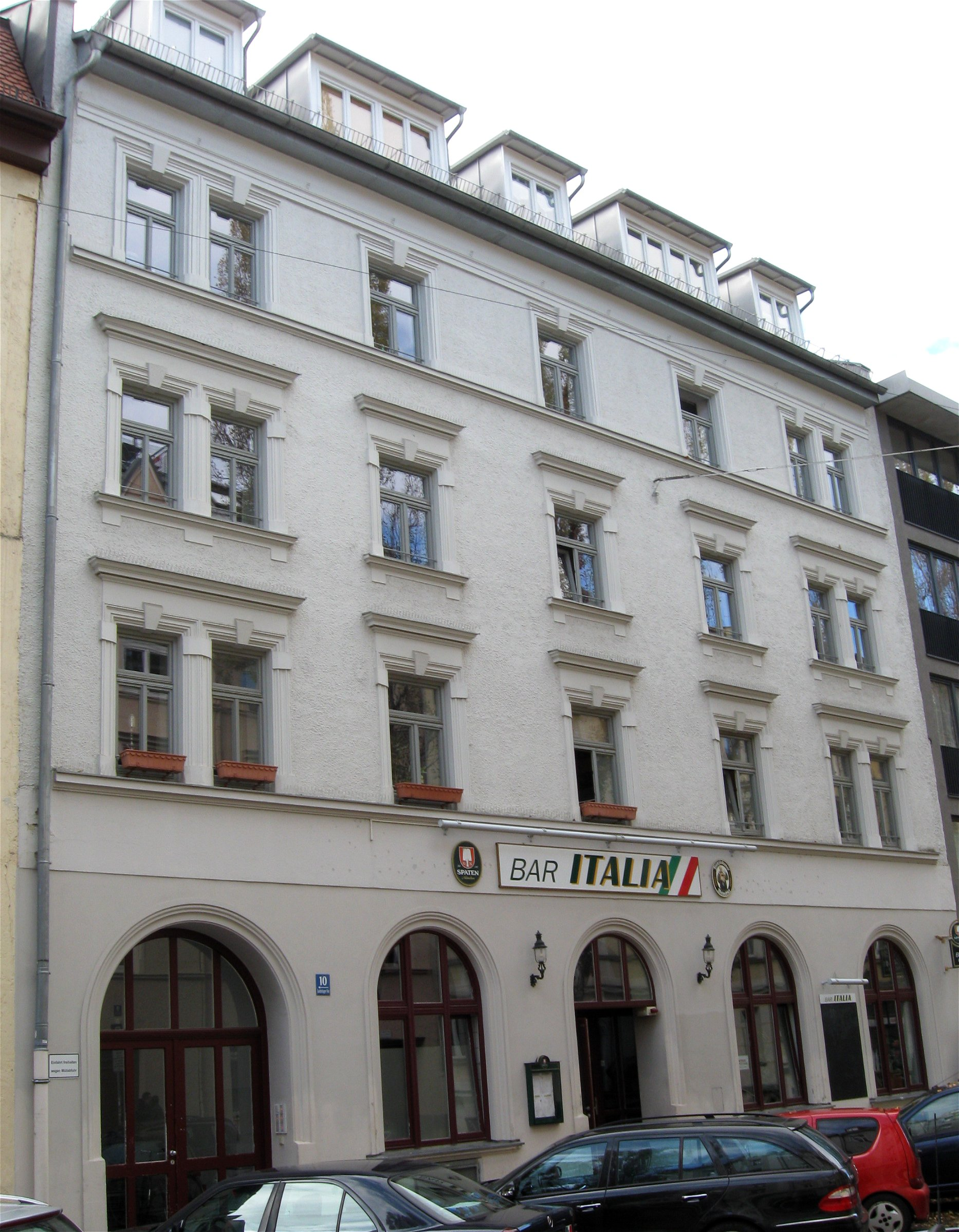
Lothringer Straße 10
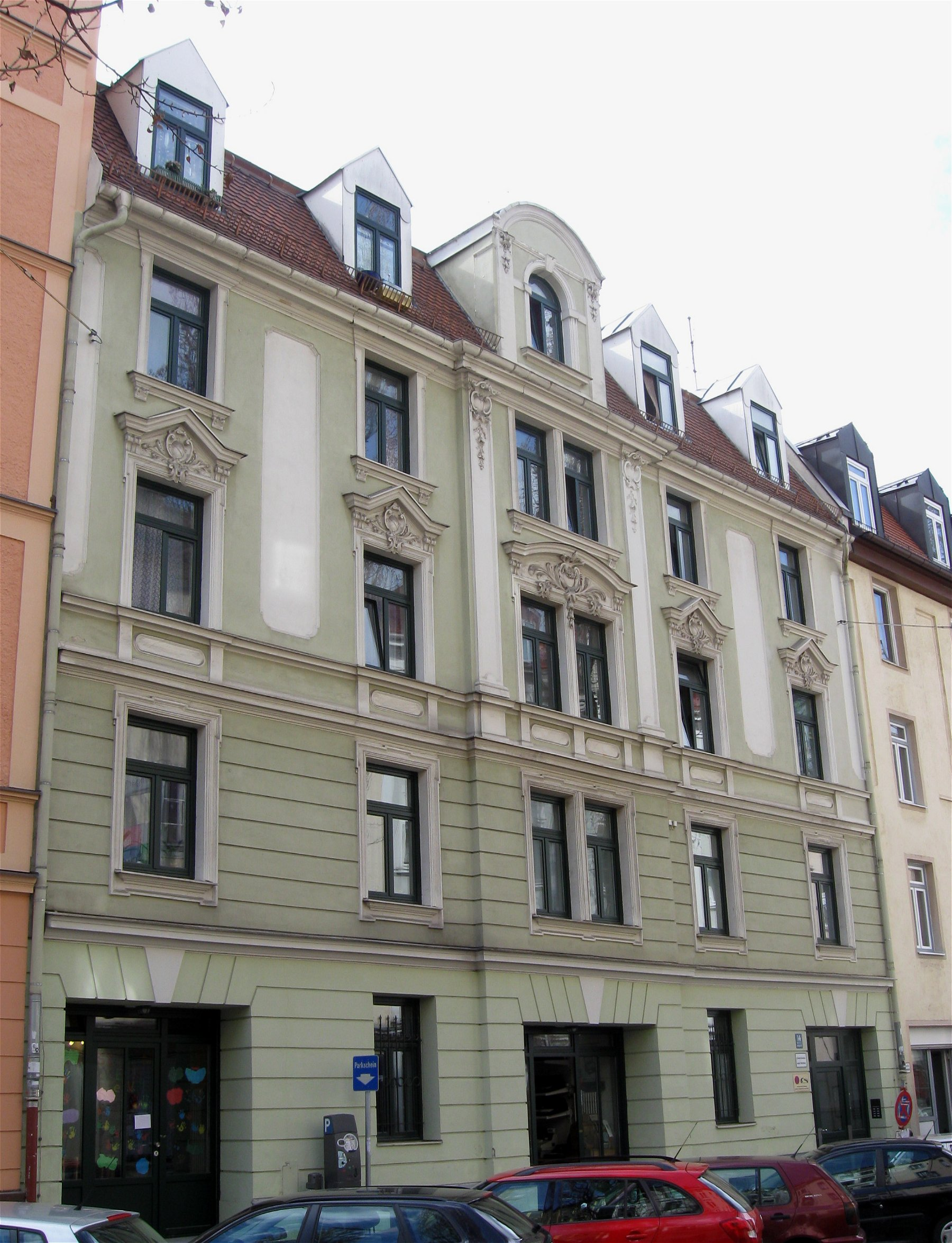
Lothringer Straße 14
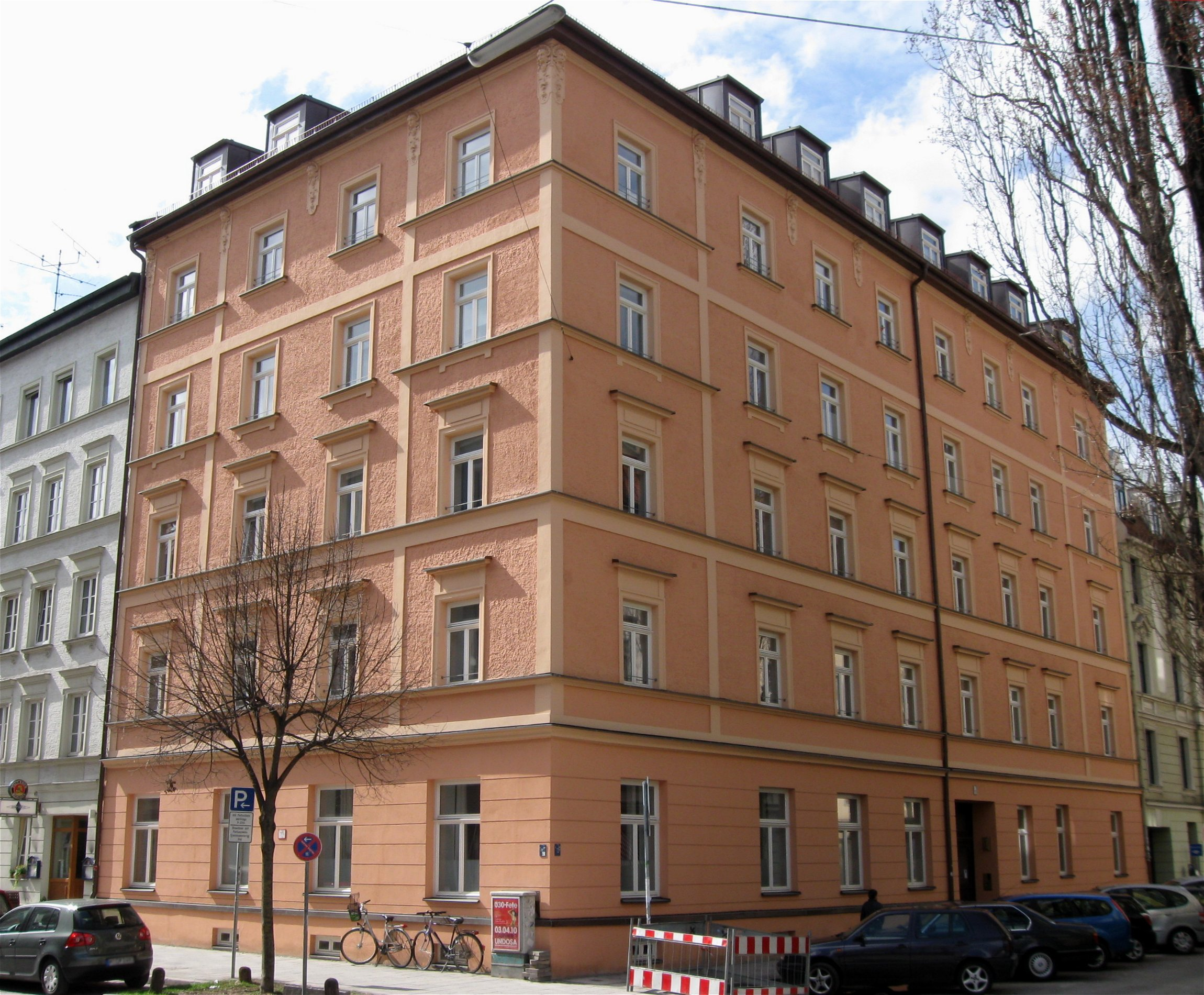
Lothringer Straße 16
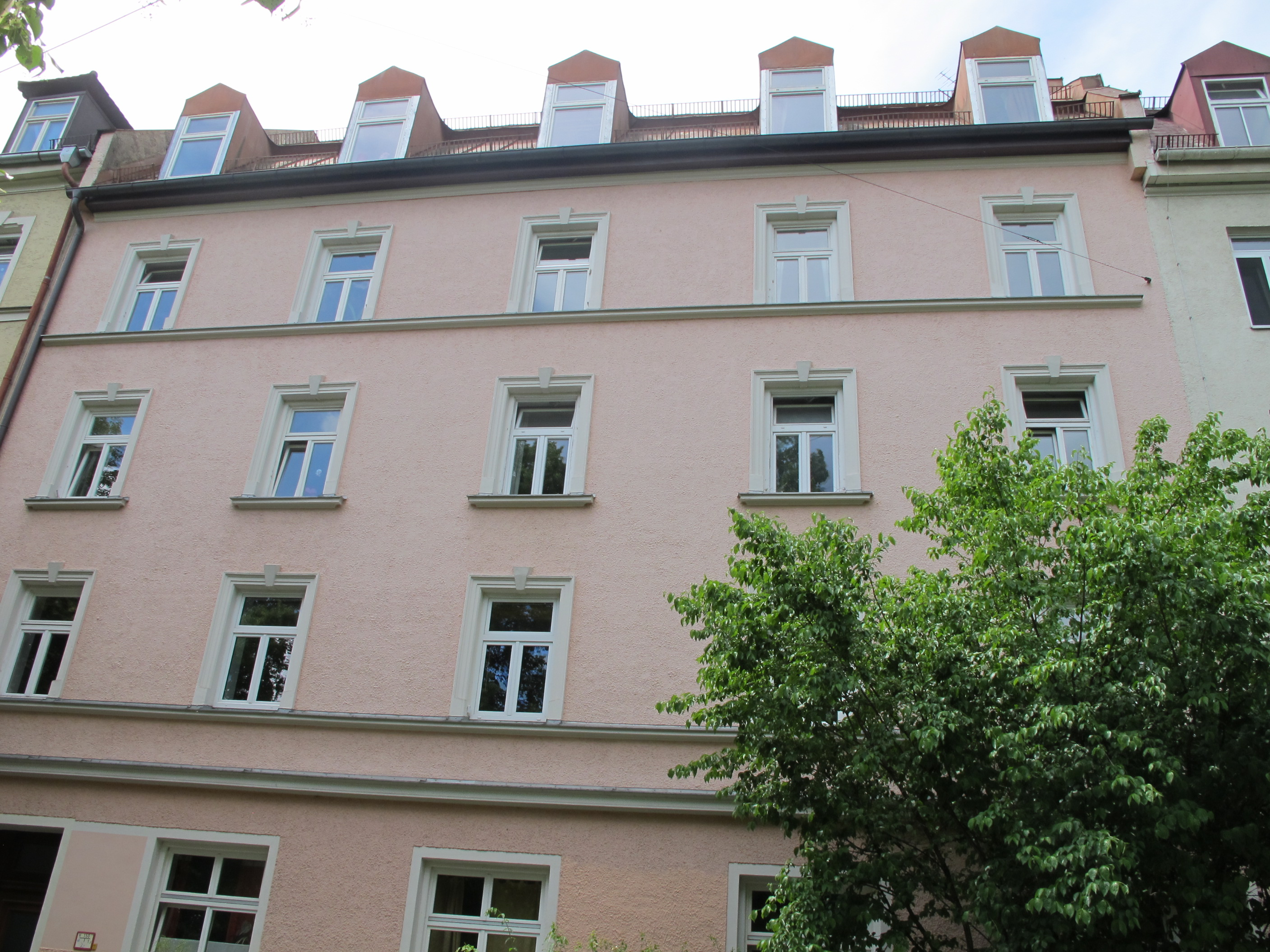
Loihringer Straße 26

## Grünanlage

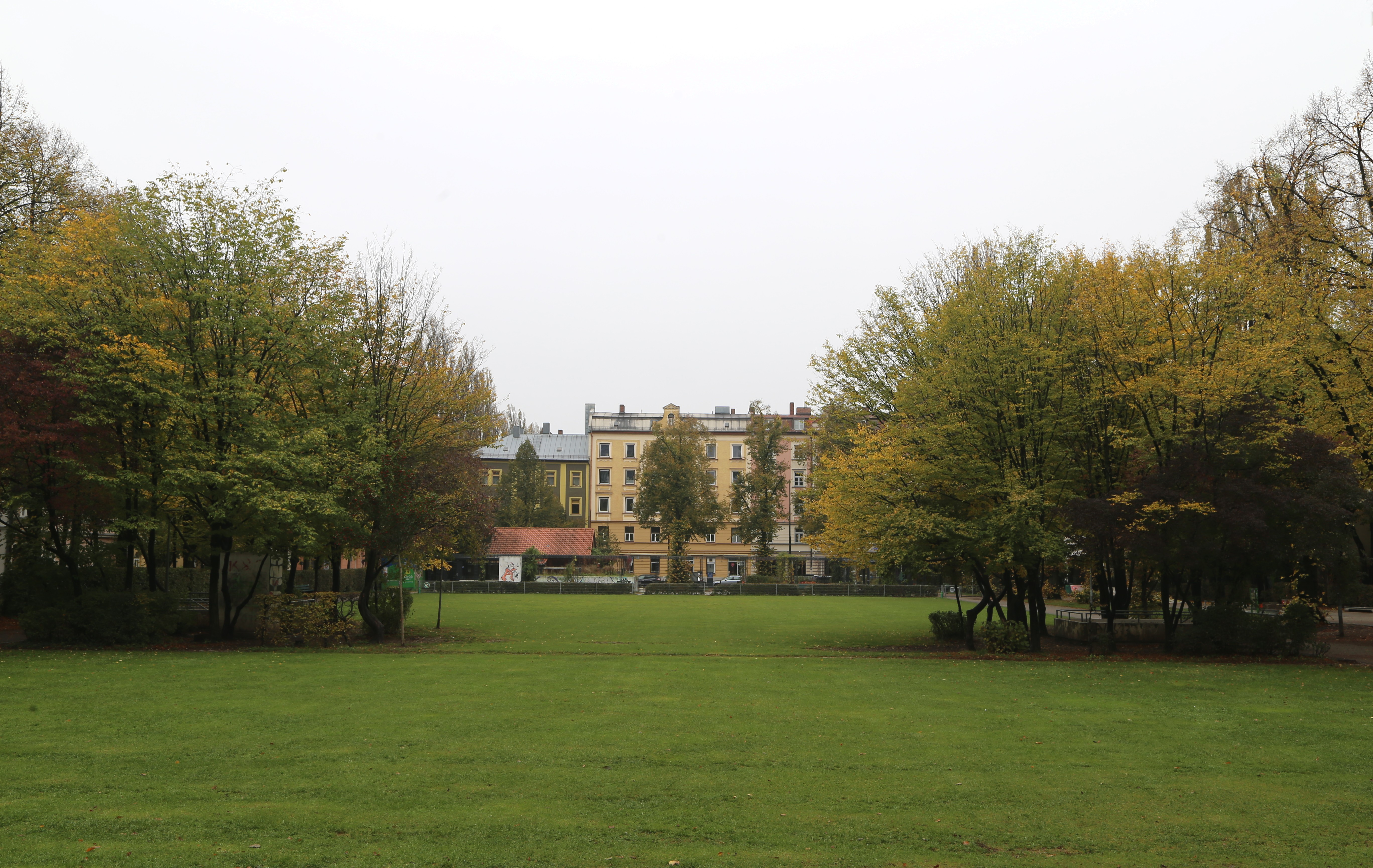
Die Postwiese

Die rund 1 ha große Postwiese (mit Skatepark) erstreckt sich nordöstlich der Lothringer Straße von der Pariser Straße bis zur Orleansstraße.